# Turcs a Alemanya

Fusió informal de la bandera alemanya amb la turca.

La immigració turca a Alemanya constitueix un procés únic en el desenvolupament social de la nació alemanya en la postguerra. Les estadístiques oficials parlen d'1.629.480 persones, però aquí només s'hi compten els Ausländer (estrangers) i no els Türkeistämmige (ciutadans d'origen turc). Per això, i segons altres recomptes, es calcula que el nombre total de turcs a Alemanya volta els 3.500.000 de persones. D'ells, uns 120.000 viuen a Berlín, en llocs com Kreuzberg, un districte de la ciutat conegut millor amb el sobrenom de Petit Istanbul.

## Història
A partir de 1959 les empreses alemanyes van afrontar una falta greu de mà d'obra. L'aleshores ministre de treball Theodor Blank, va promoure la contractació de treballadors estrangers procedents de Grècia, Espanya, Turquia, Portugal, el Marroc, Tunísia, i Iugoslàvia entre 1960 i 1968.
Entre 1972 i 2005 prop de 415.019 turcs van obtenir la nacionalitat alemanya. Des de la dècada de 1980 els turcs s'han convertit en la minoria més nombrosa del país. Rin del Nord-Westfàlia concentra poc més del 30% de la població turca del país, seguit per Baden-Württemberg, Baviera i Hessen. Al contrari en els nous estats de l'antiga República Democràtica Alemanya (RDA) la població turca no supera l'1%. Altres ciutats amb importants concentracions són Colònia (80.000), Hamburg (60.000) i Duisburg (50.000).

## Cooperació[calcitació]

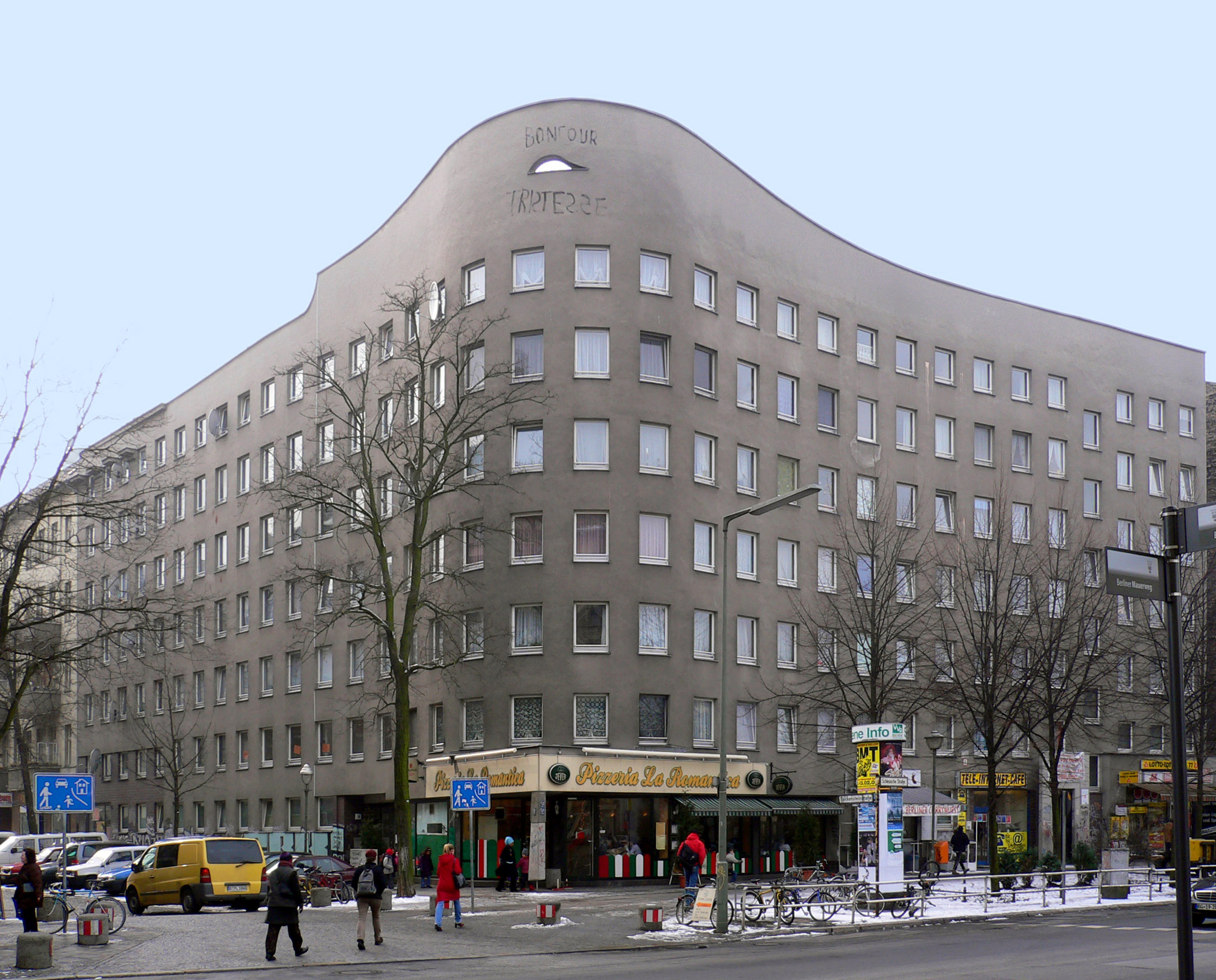
Kreuzberg.

Turquia va patir un devastador terratrèmol l'agost de 1999, que va incitar diversos països europeus a oferir ajuda relacionada amb la immigració. El ministre d'afers exteriors alemany de l'època, Joschka Fischer, va anunciar que certes víctimes turques del terratrèmol podrien obtenir visats per entrar a Alemanya més ràpidament.
Alemanya és el principal soci comercial de Turquia. Aquesta situació va fer que l'administració de Gerhard Schröder (1998 - 2005) fos el principal suport de Turquia a Europa per a la seva aspiració d'ingressar com a membre de la UE.

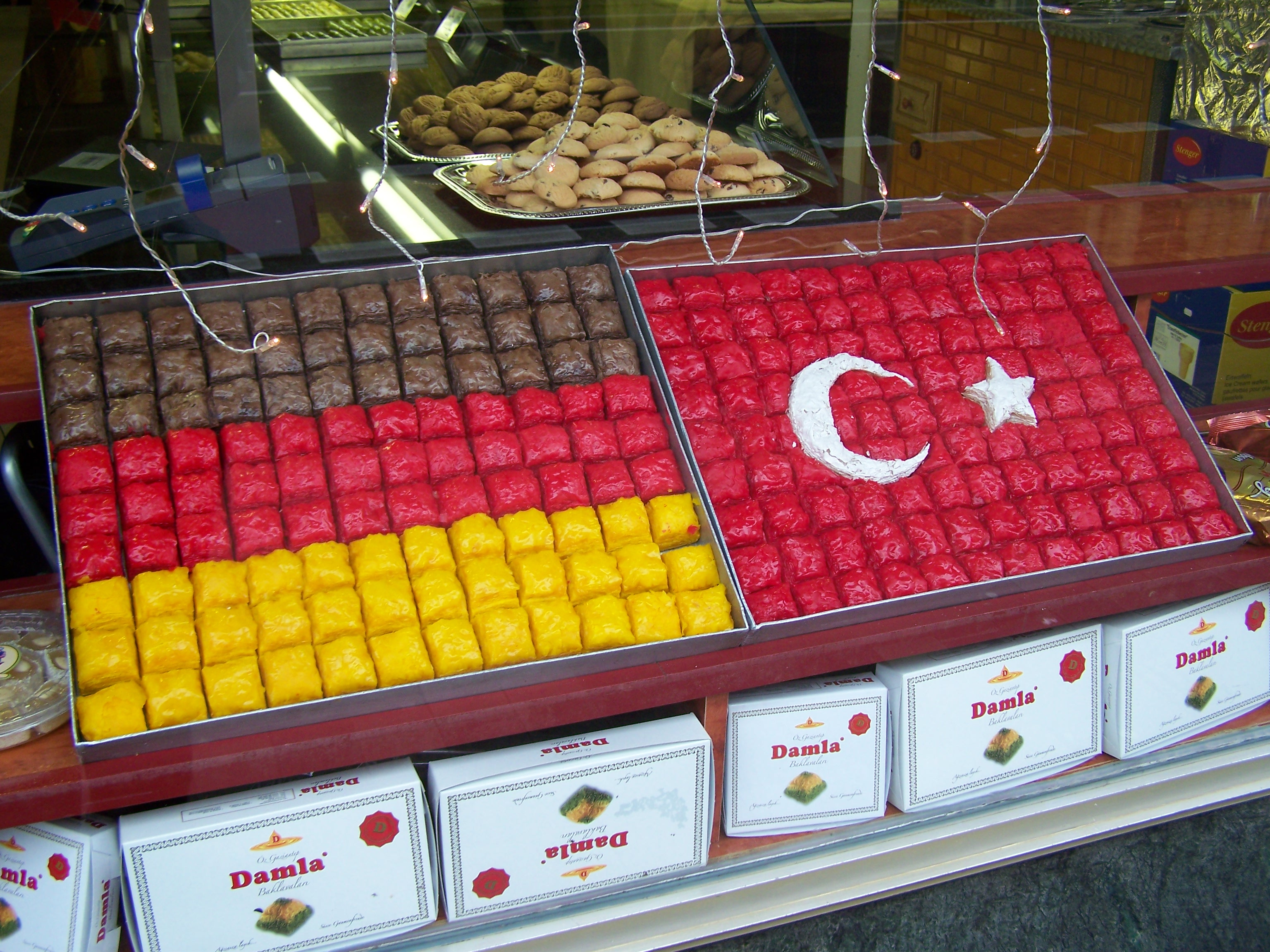
Baklava turcoalemany a Düsseldorf, 2009

### Institucions turc-alemanyes
- Stiftung Zentrum für Türkeistudien
- Deutsch-Türkisches Forum Stuttgart
- Deutsch-Türkischer Freundschaftspreis
- Türkischer Friedhof Berlin

### Organitzacions polítiques turc-alemanyes
- Anatolische Föderation
- Föderation der Türkisch-Demokratischen Idealistenvereine in Deutschland
- Föderation der Volksvereine Türkischer Sozialdemokraten
- Islamisch Demokratische Union (partit polític)

### Organitzacions islàmiques a Alemanya
Tan sols una minoria dels turcs que resideixen a Alemanya són membres d'associacions religioses. Aquelles amb més membres són:
- Diyanet İşleri Türk İslam Birliği (DİTİB): branca alemanya del Ministeri turc per als Assumptes Religiosos, promou lliçons i cursos de la religió islàmica per a nens i agrupa nombroses associacions.
- Islamische Gemeinschaft Milli Görüş: Té la seu a Kerpen, prop de Colònia.
- Verband der islamischen Kulturzentren, branca alemanya de la congregació islàmica conservadora Süleymancı de Turquia, Colònia.

De la mateixa manera, existeixen organitzacions que aglutinen diferents grups:
- Zentralrat der Muslime in Deutschland, dominada per "Islamische Gemeinschaft in Deutschland" i l'Islamisches Zentrum Aachen * Islamrat in Deutschland, dominada per Islamische Gemeinschaft Milli Görüş i les seves suborganitzacions.

A més hi ha nombroses associacions locals sense afiliació a cap de les anteriors organitzacions. Dues organitzacions van ser prohibides el 2002 perquè el seu programa va ser jutjat com a contrari a la constitució alemanya: Hizb at-Tahrir i l'Estat Califal fundat per Cemalettin Kaplan i que posteriorment va ser presidit pel seu fill Metin Kaplan. Estat Califal és l'organització islàmica més radical d'Alemanya, que compta amb uns 1.100 membres (2004) i va ser prohibida pel Ministeri d'Interior el 2001. Metin Kaplan és un líder radical turc conegut com el califa de Colònia, va ser extradit el 12 d'octubre de 2004 al seu país d'origen, poques hores després que el Tribunal Administratiu de Colònia donés llum verda al seu lliurament a Turquia, on podria ser processat per alta traïció i intent de trencar l'ordre constitucional.

## Discriminació
A la societat alemanya es mantenen alguns patrons de discriminació per als turcs, que comporten desavantatges quant al seu nivell econòmic i social, alhora que restringeixen el seu avanç social. Malgrat tot, els turcs continuen plantant cara a l'hostilitat, que s'ha intensificat des de mitjans dels anys 70. Actualment, a Alemanya, hi ha un rerefons de xenofòbia en l'opinió pública i una oberta èmfasi en aquesta xenofòbia en les organitzacions d'extrema dreta i neonazis. L'onada de violència xenòfoba que ha provocat importants atacs contra aquesta comunitat, s'ha cobrat diverses vides i ha demostrat el grau d'exclusió i vulnerabilitat de la població no alemanya que resideix en aquest país.
El nombre d'actes violents duts a terme per elements de l'extrema dreta a Alemanya es va incrementar dramàticament entre 1990 i 1992. El 25 de novembre de 1992 van morir tres ciutadans turcs residents a Mölln (Alemanya Occidental) per una bomba incendiària. L'atac va causar més perplexitat encara, atès que les víctimes no eren ni refugiats ni vivien en un alberg. El mateix va succeir amb un altre incident en una vila de Westfàlia, el 29 de maig de 1993, quan va tenir lloc un altre atac incendiari a Solingen contra una família turca que duia residint a Alemanya prop de vint-i-tres anys. Cinc dels seus membres van morir cremats. Diversos veïns van sentir com algú cridava Heil Hitler!, abans de ruixar el porxo i la porta amb gasolina i calar foc a la casa. Tanmateix, molts alemanys van condemnar aquests atacs a estrangers i molts també van marxar en processons amb espelmes.
L'autor Greg Nees, en un escrit de l'any 2000, afirmà el següent: "donat que els turcs són musulmans i de pell fosca, molts alemanys conservadors estan en contra de donar-los la ciutadania".

## Turcoalemanys cèlebres
Aydan Özoğuz, Ministra d'integració, ha estat la primera turca en ocupar una posició ministerial federal a Alemanya. Un altre turc, Cem Özdemir és co-President, des del 2008, d'Aliança 90/Els Verds.

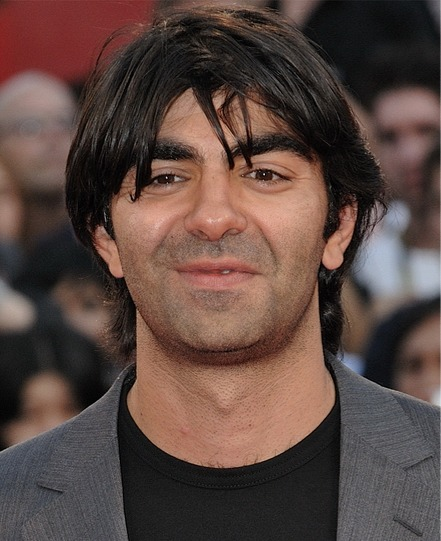
Fatih Akın, director de cinema
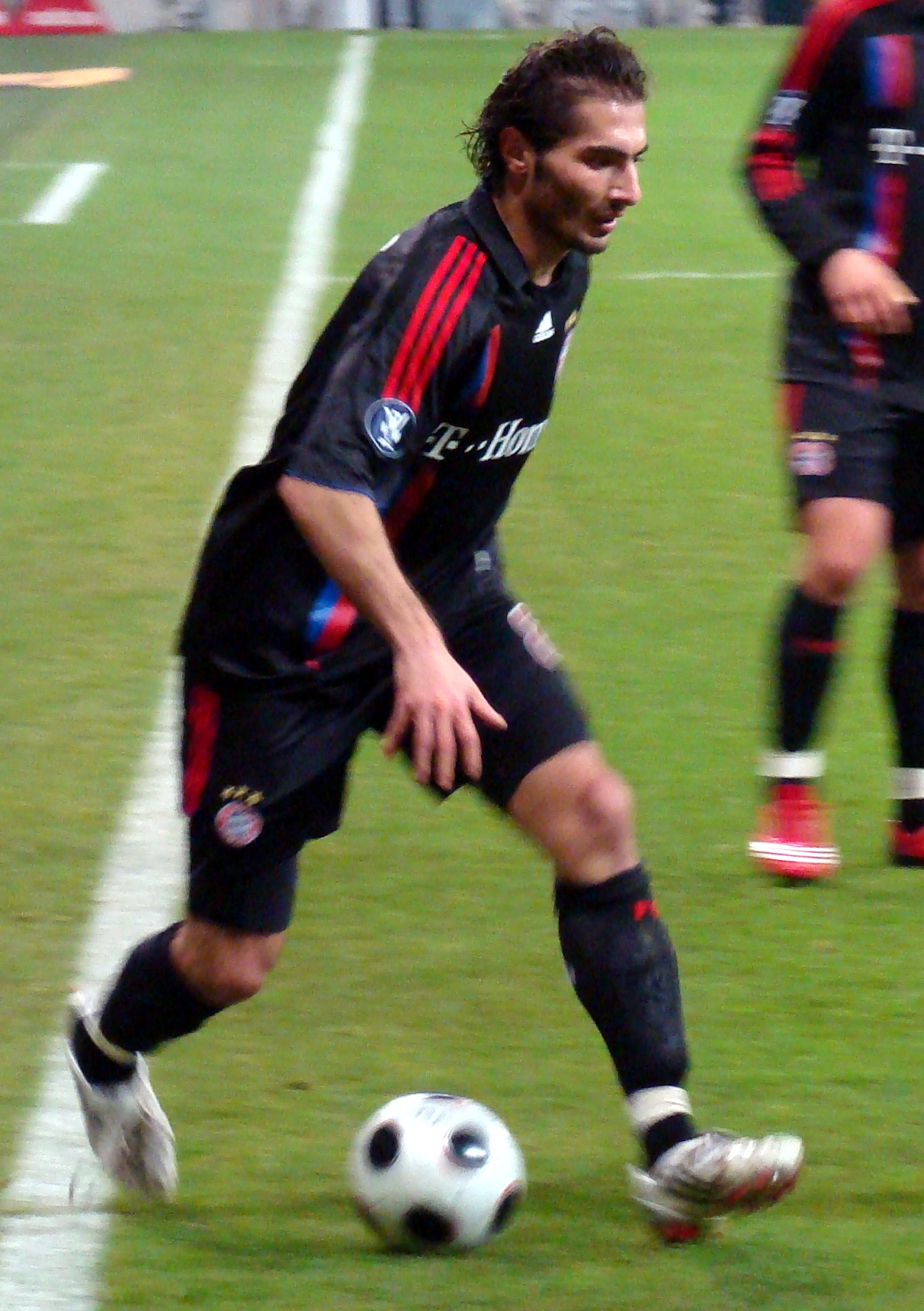
Hamit Altıntop, futbolista
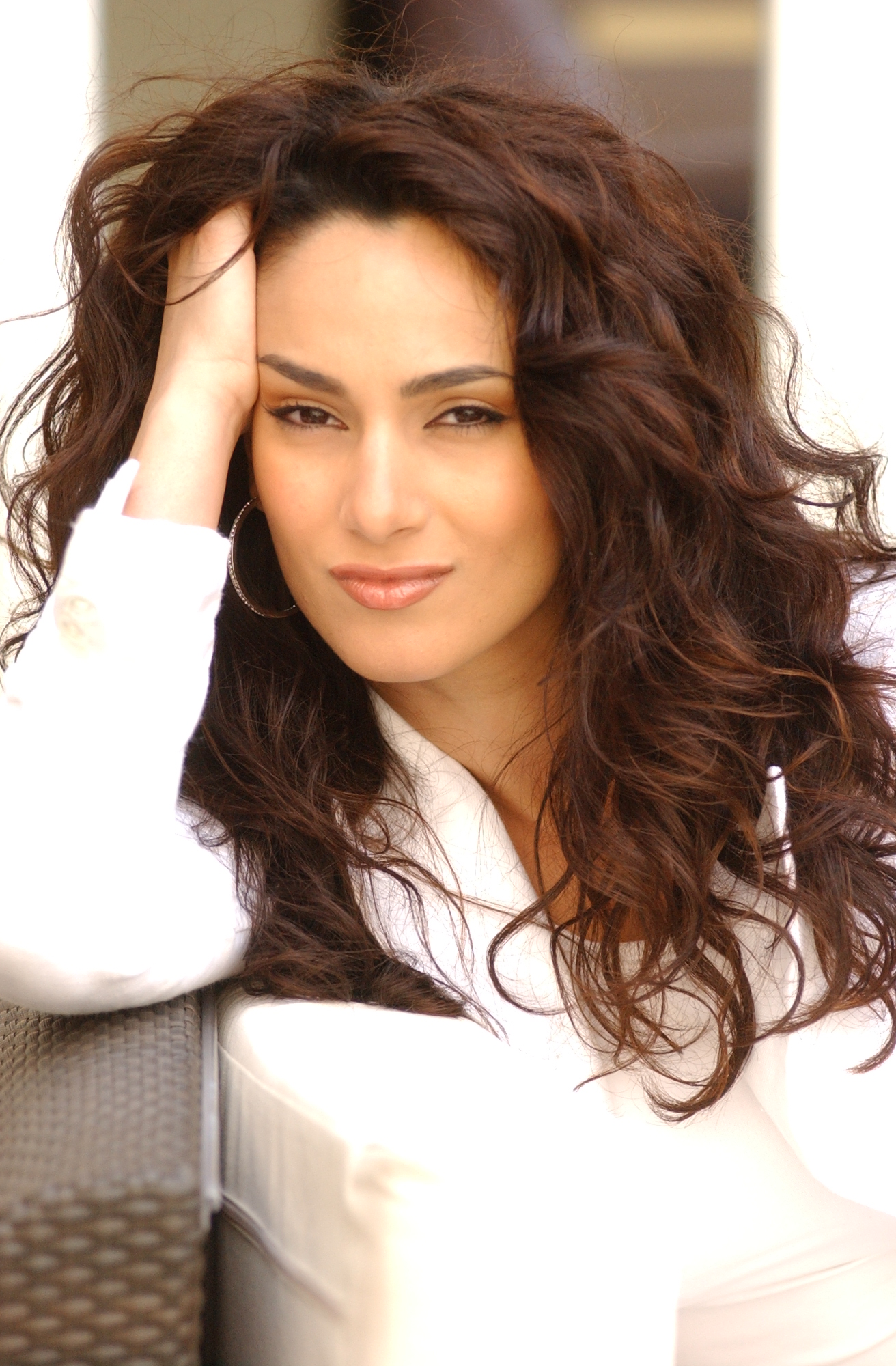
Aslı Bayram, Miss Alemanya 2005
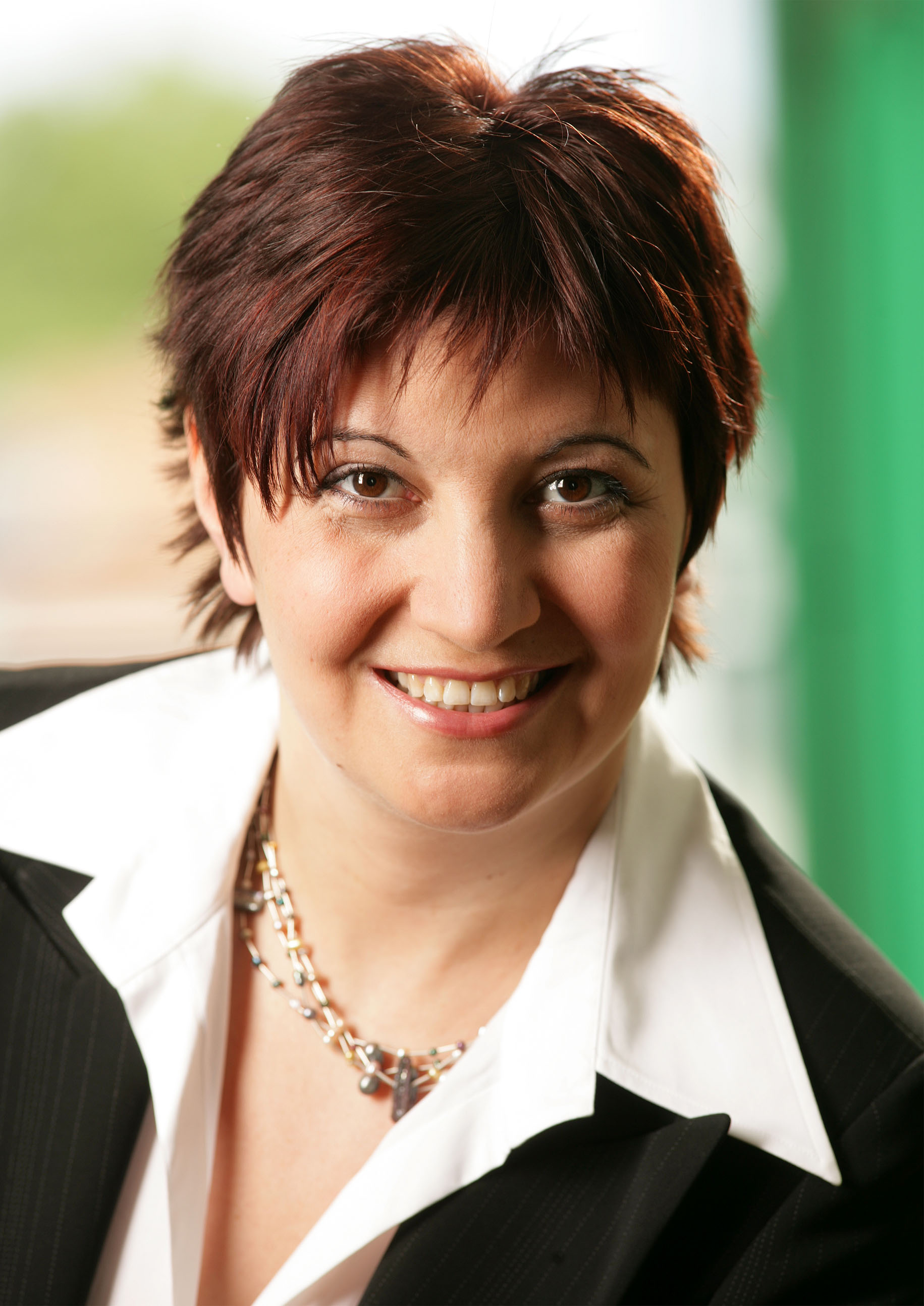
Ekin Deligöz, política
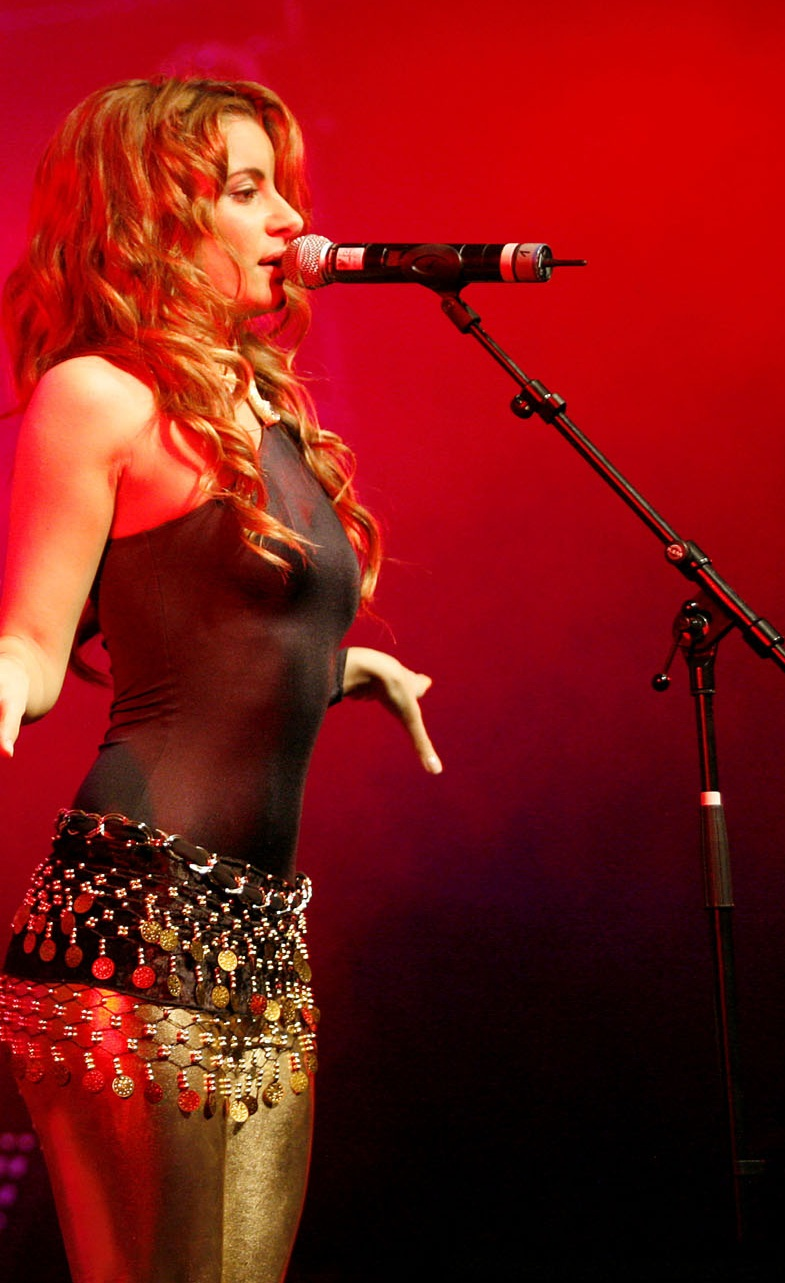
Atiye Deniz, cantant
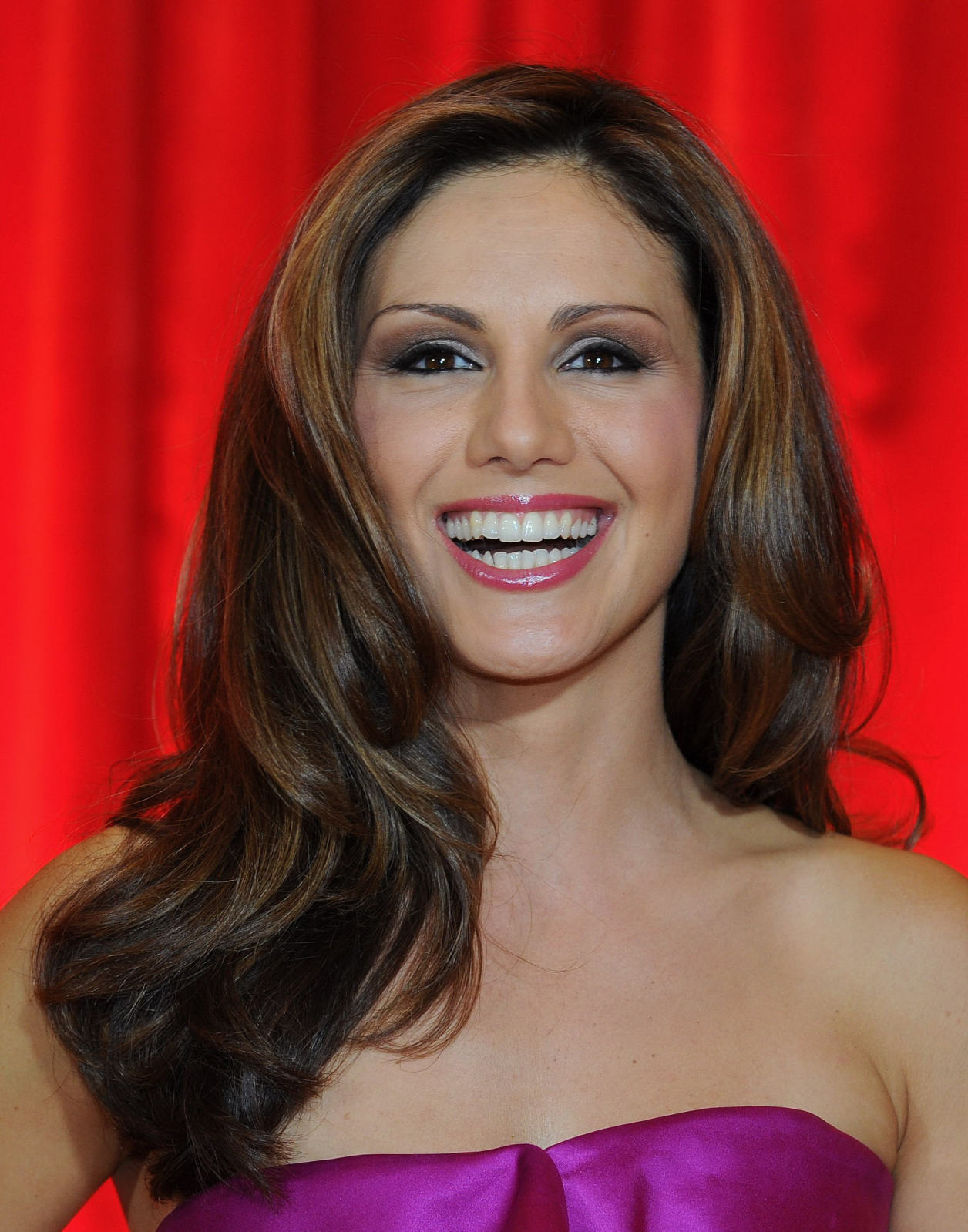
Nazan Eckes, presentadora de televisió
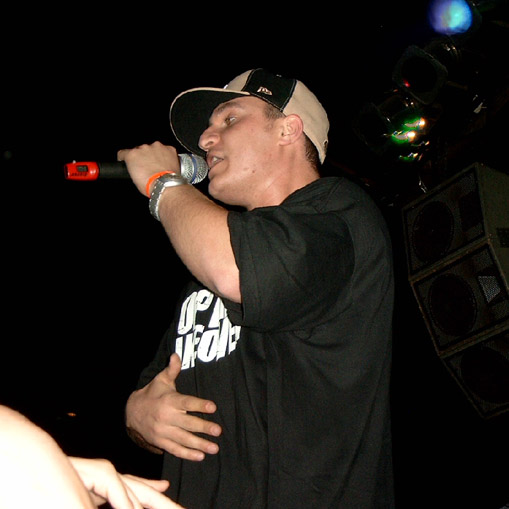
Ercandize, músic de rap
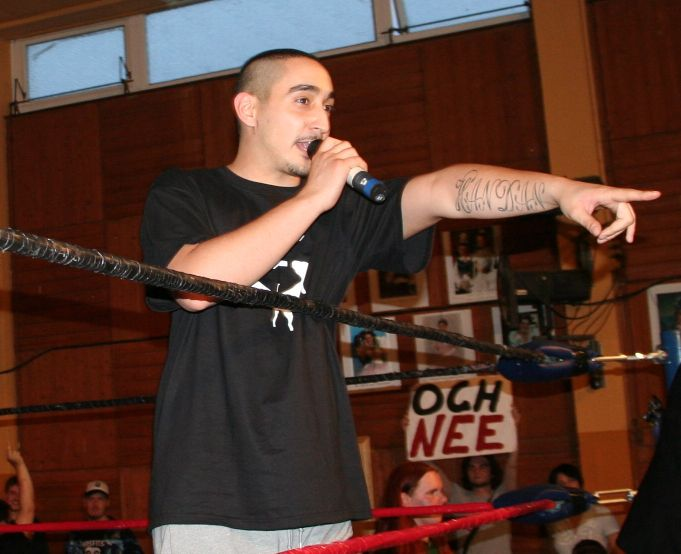
Eko Fresh, músic de rap
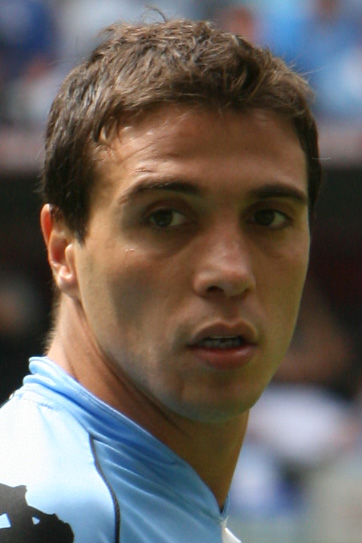
Berkant Göktan, futbolista
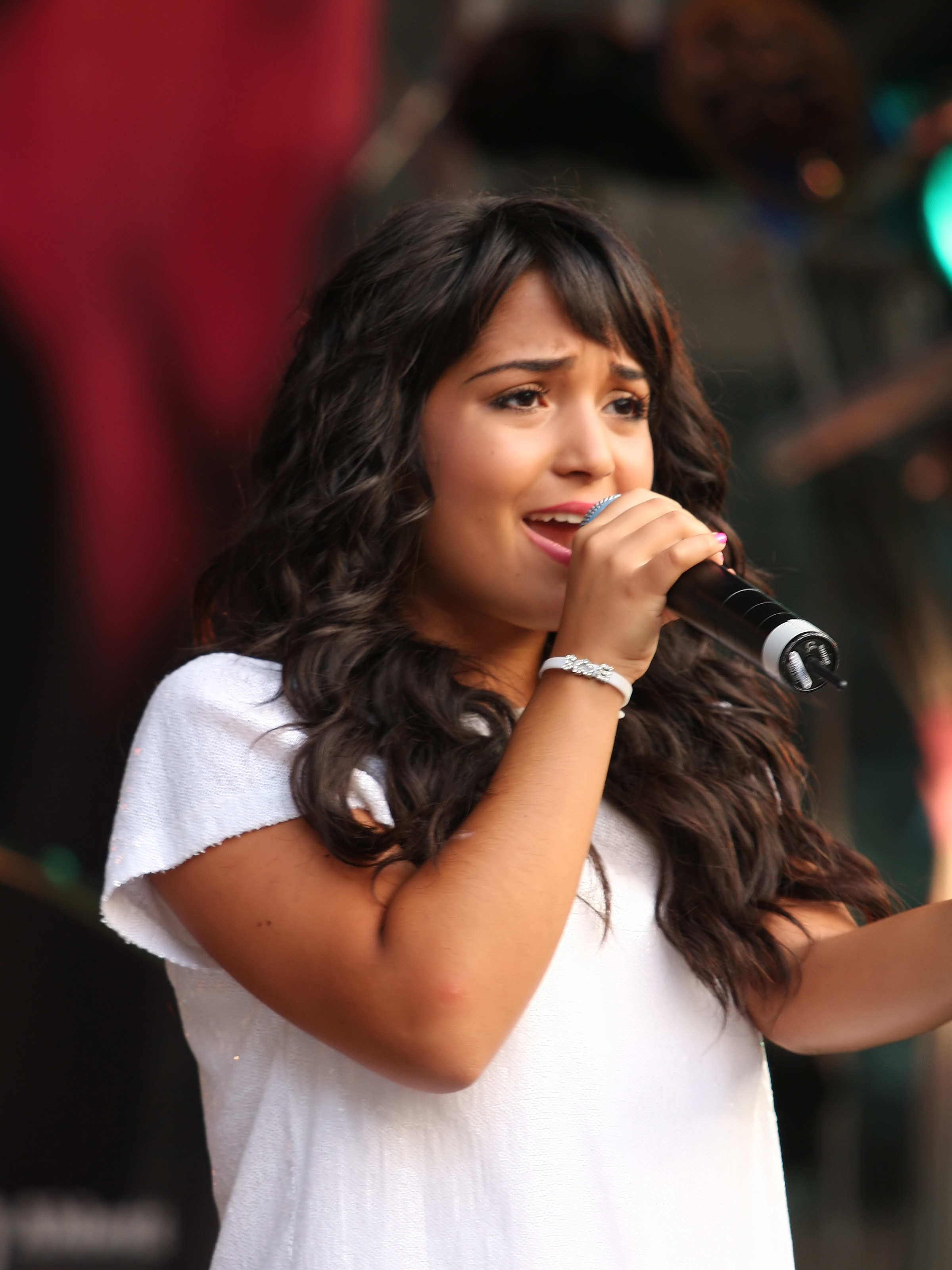
Bahar Kızıl, cantant
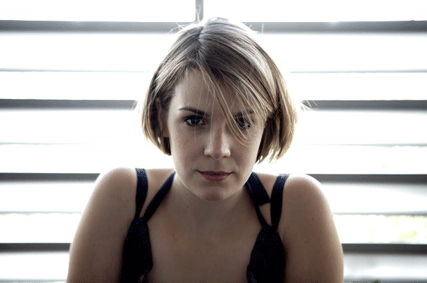
Alev Lenz, cantant
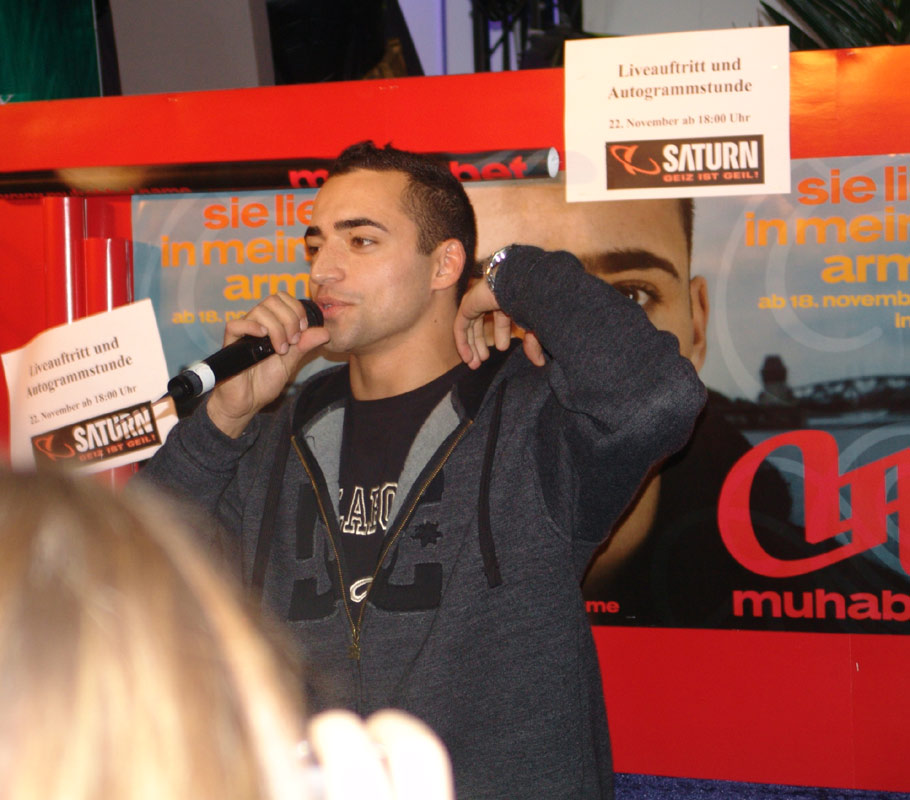
Muhabbet, cantant
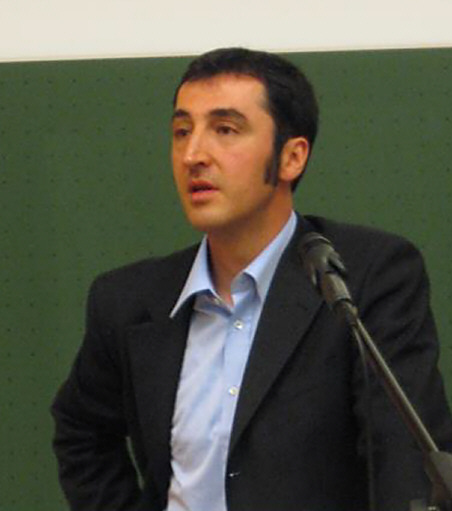
Cem Özdemir, polític
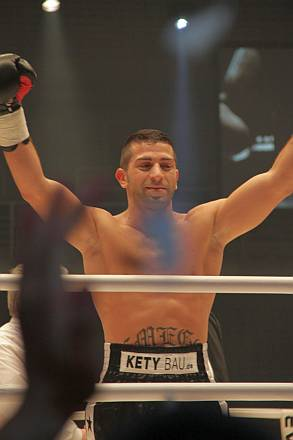
Gökalp Özekler, boxador
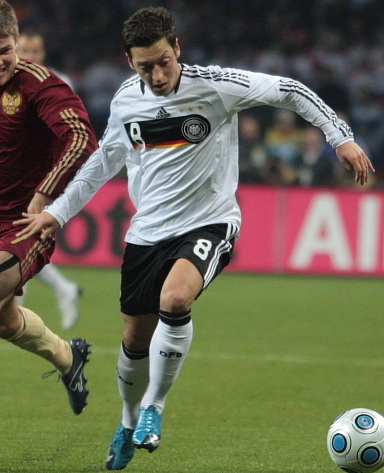
Mesut Özil, futbolista
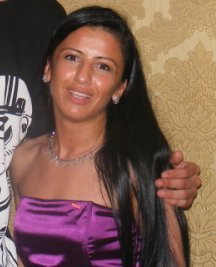
Asiye Özlem Şahin, boxadora
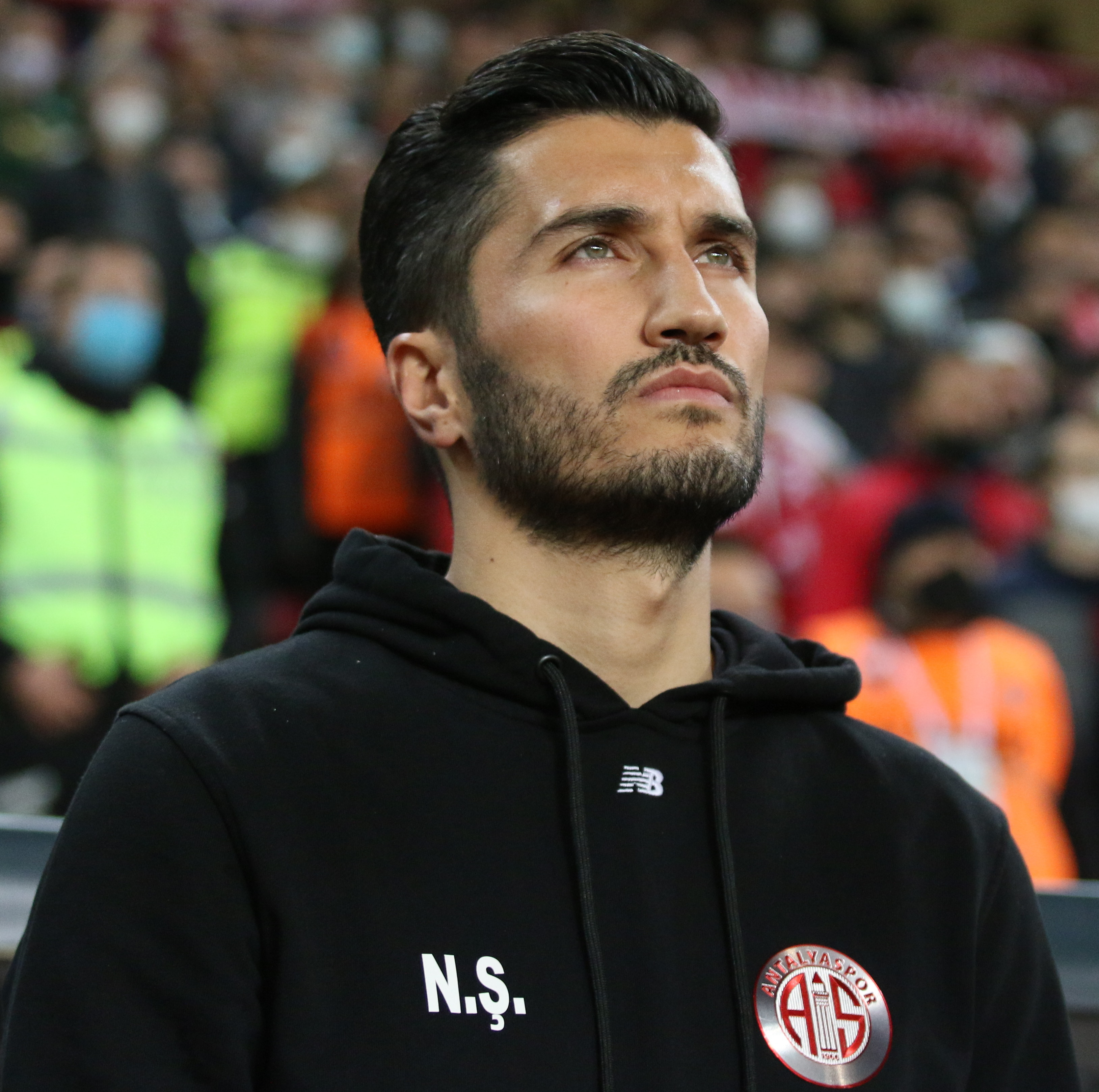
Nuri Şahin, futbolista
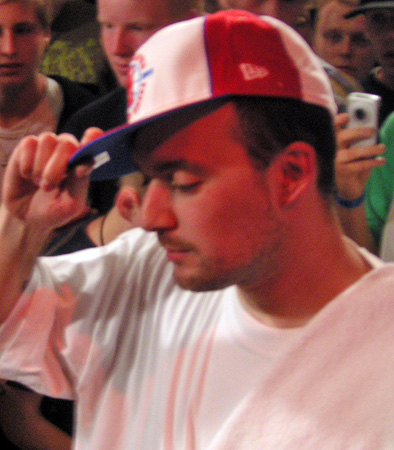
Kool Savas, músic de rap
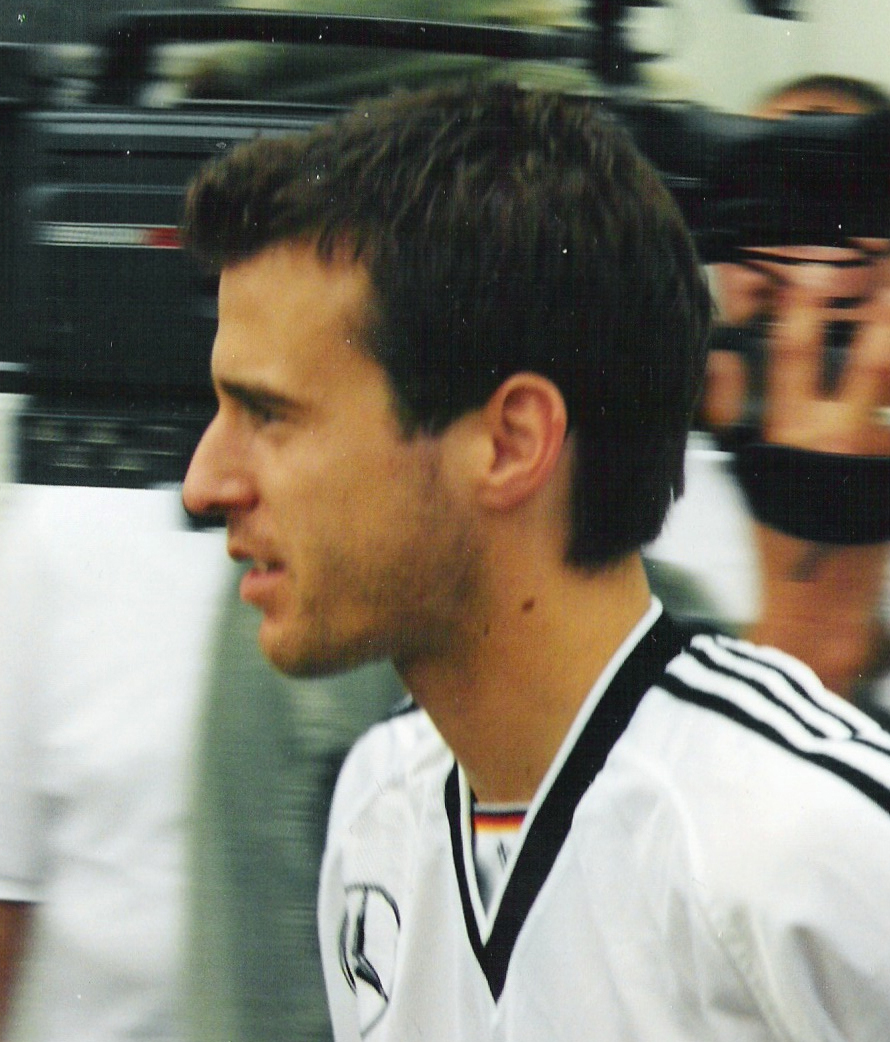
Mehmet Scholl, futbolista
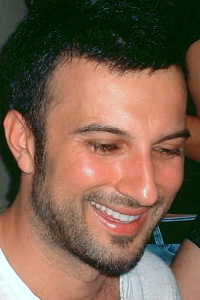
Tarkan, cantant
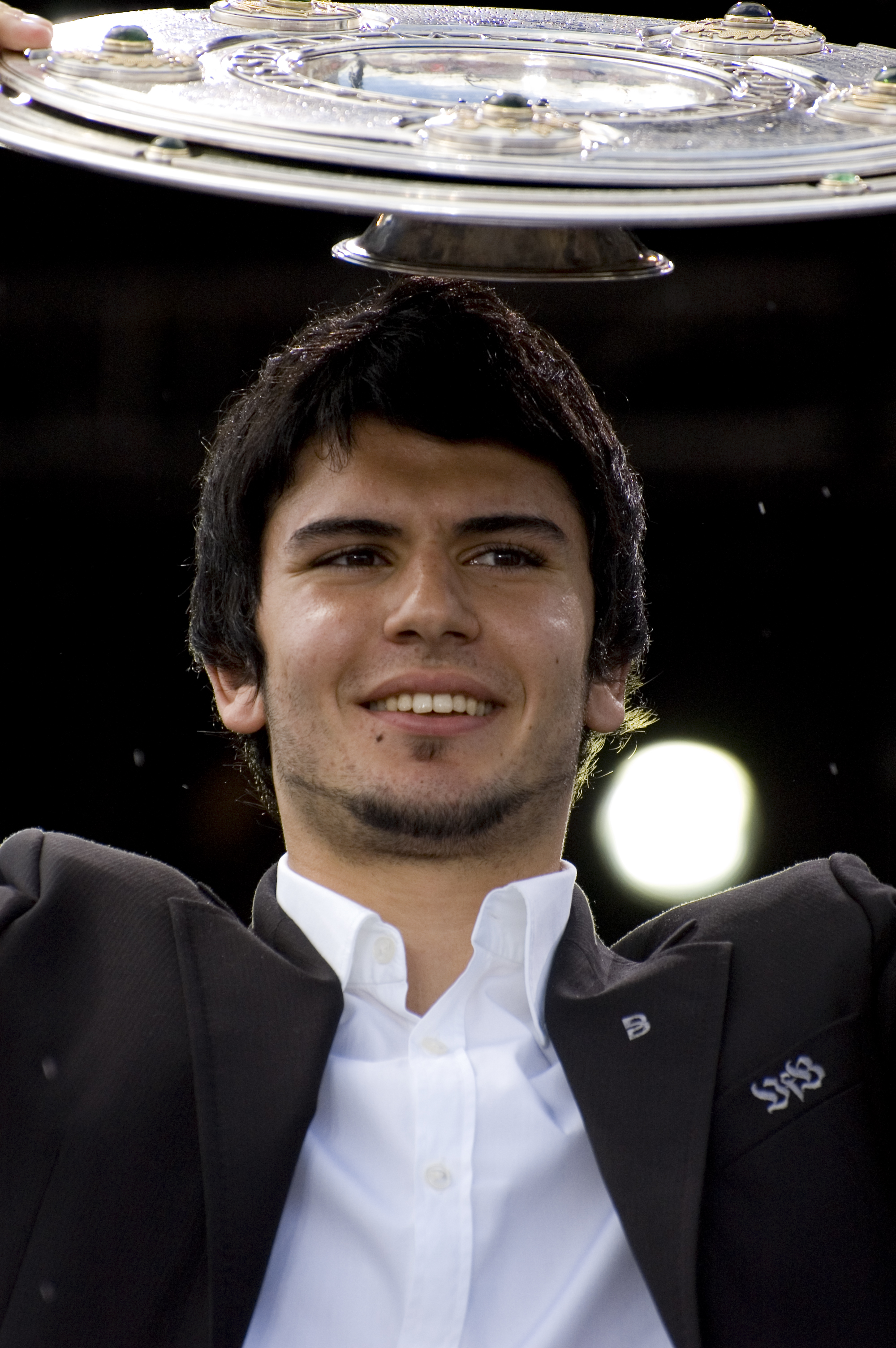
Serdar Tasci, futbolista
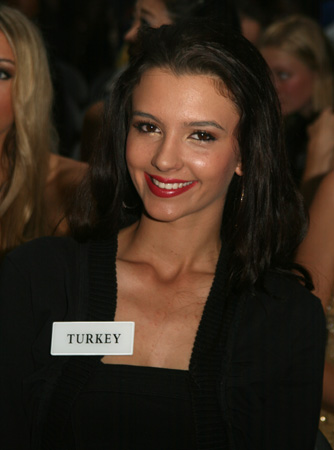
Leyla Tuğutlu, Miss Turquia 2008
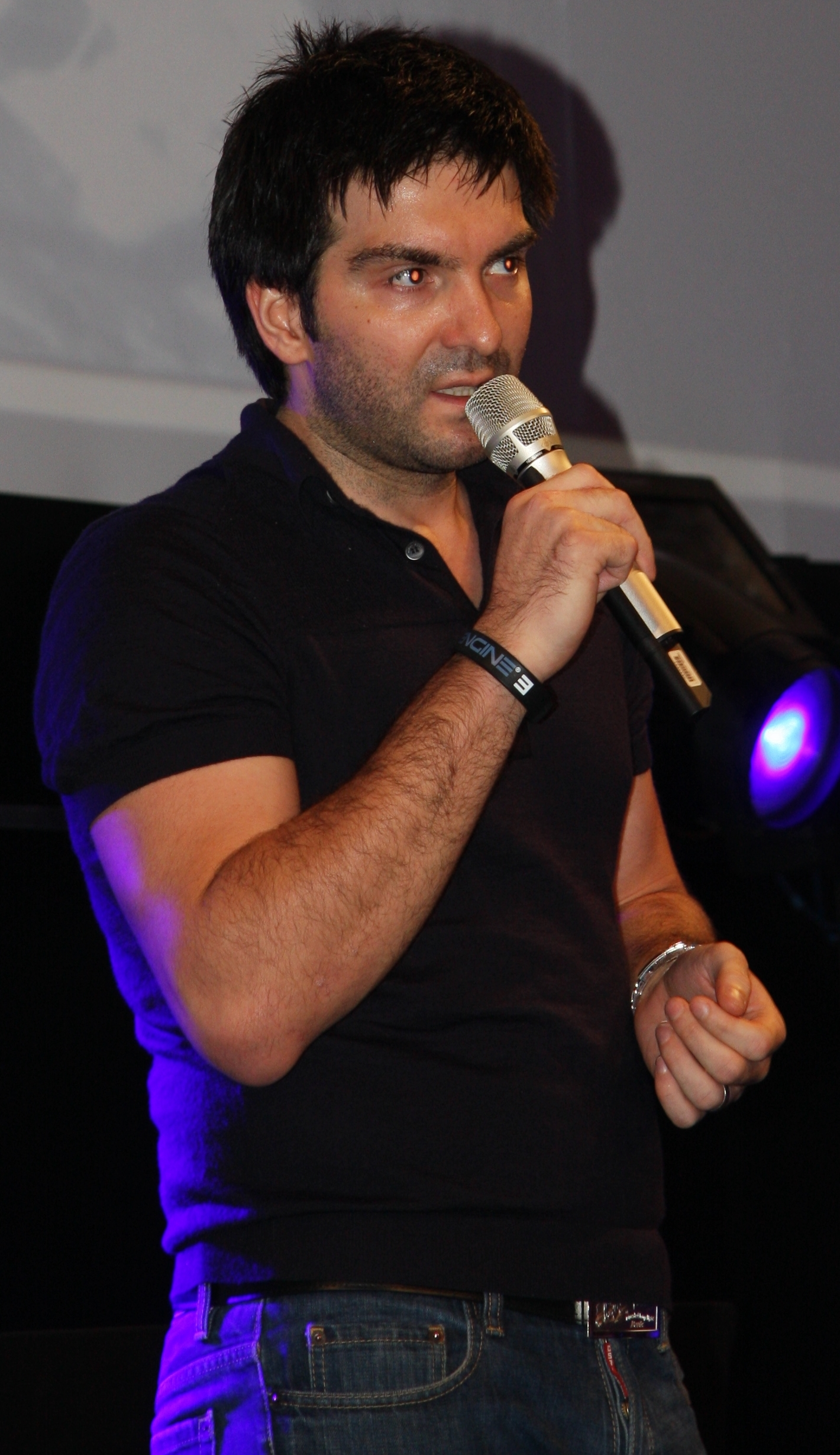
Cevat Yerli, home de negocis